# 57-ма окрема мотострілецька бригада (РФ)
57-ма окрема гвардійська мотострілецька Красноградська Червонопрапорна, ордена Суворова бригада (57 ОМСБр, в/ч 46102) — формування Сухопутних військ Збройних сил Російської Федерації чисельнісю у бригаду. Пункт постійної дислокації — місто Бікін Хабаровського краю. Входить до складу 5-ї загальновійськової армії Східного військового округу. 

## Історія
Після розпаду СРСР у 1992 році 81-ша гвардійська мотострілецька дивізія Радянської армії перейшла до складу Збройних сил Російської Федерації.
У 2009 році з'єднання переформовано на бригаду.
З 2022 року бригада бере участь у вторгненні Росії в Україну. Брала участь у битві за Сєвєродонецьк, атакувавши місто з півночі двома БТГ. Після захоплення Сєвєродонецька та Лисичанська бригада була перекинута в тил фронту в район Попасної.
Починаючи з грудня 2022 року, брала участь у битві за Бахмут разом з частинами ПВК Вагнера та ПДВ, наступала на місто з півдня.

## Склад
- Управління[7];
- 1-й механізований батальйон;
- 2-й механізований батальйон;
- 3-й механізований батальйон;
- Танковий батальйон;
- 1-й гаубичний самохідно-артилерійський дивізіон;
- 2-й гаубичний самохідно-артилерійський дивізіон;
- Реактивний артилерійський дивізіон;
- Протитанковий артилерійський дивізіон;
- Зенітний ракетний дивізіон;
- Зенітний ракетно-артилерійський дивізіон;
- Розвідувальний батальйон;
- Інженерно-саперний батальйон;
- Батальйон управління (зв'язку);
- Ремонтно-відновлювальний батальйон;
- Батальйон матеріального забезпечення;
- Стрілецька рота (снайперів);
- Рота РХБЗ;
- Рота БПЛА;
- Рота РЕБ;
- Комендантська рота;
- Медична рота;
- Батарея управління та артилерійської розвідки (начальника артилерії);
- Взвод управління і радіолокаційної розвідки (начальника ППО);
- Взвод управління (начальника розвідувального відділення);
- Взвод інструкторів;
- Взвод тренажерів;
- Полігон;
- Оркестр.

## Втрати
З відкритих джерел відомо про щонайменш 15 вбитих бійців бригади під час вторгнення в Україну: